# 向許清和
向許清和（约1923年—2019年4月27日），冠夫姓，廣東汕頭人，任職於台灣糖業公司的護士與助產師，在屏東市服務多年，退休後擔任教誨師、及義助羅騰園。

## 生平
向許清和生於廣東汕頭，在家排行老么，早年被母親送到上海就讀中德高級助產職校，留校服務兩年後返鄉擔任助產士。
1949年，二十八歲，許清和逢母親去世，來臺灣投靠兄長。她至屏東糖廠眷屬醫院擔任護士及助產士，糖廠同事張朝意的孩子是她在臺糖接生的第一個，隔年受洗成為基督徒。早期地方醫護人員相當少，許清和是屏東糖廠附近重要的助產士，有時一天還連續接生三個。蔣月惠就曾表示，昔日屏東台糖社區的孩童幾乎都是許奶奶接生的，連她與兄弟姊妹也是。
許清和在三十四歲嫁給空軍軍官向賢易，丈夫也是基督徒。兩人雖沒有生育，將台糖社區內的小孩視如己出，還會出錢資助他們念書。退休後，向許清和將房屋作為屏東糖廠教會使用。羅騰園庇護商店建立時，許清和便經常帶友人前來關懷院生，每周六還有義工接送院生到教會聚會。她也擔心原住民部落貧戶，透過教友捐贈，親自送資源往山區交到貧戶手中。

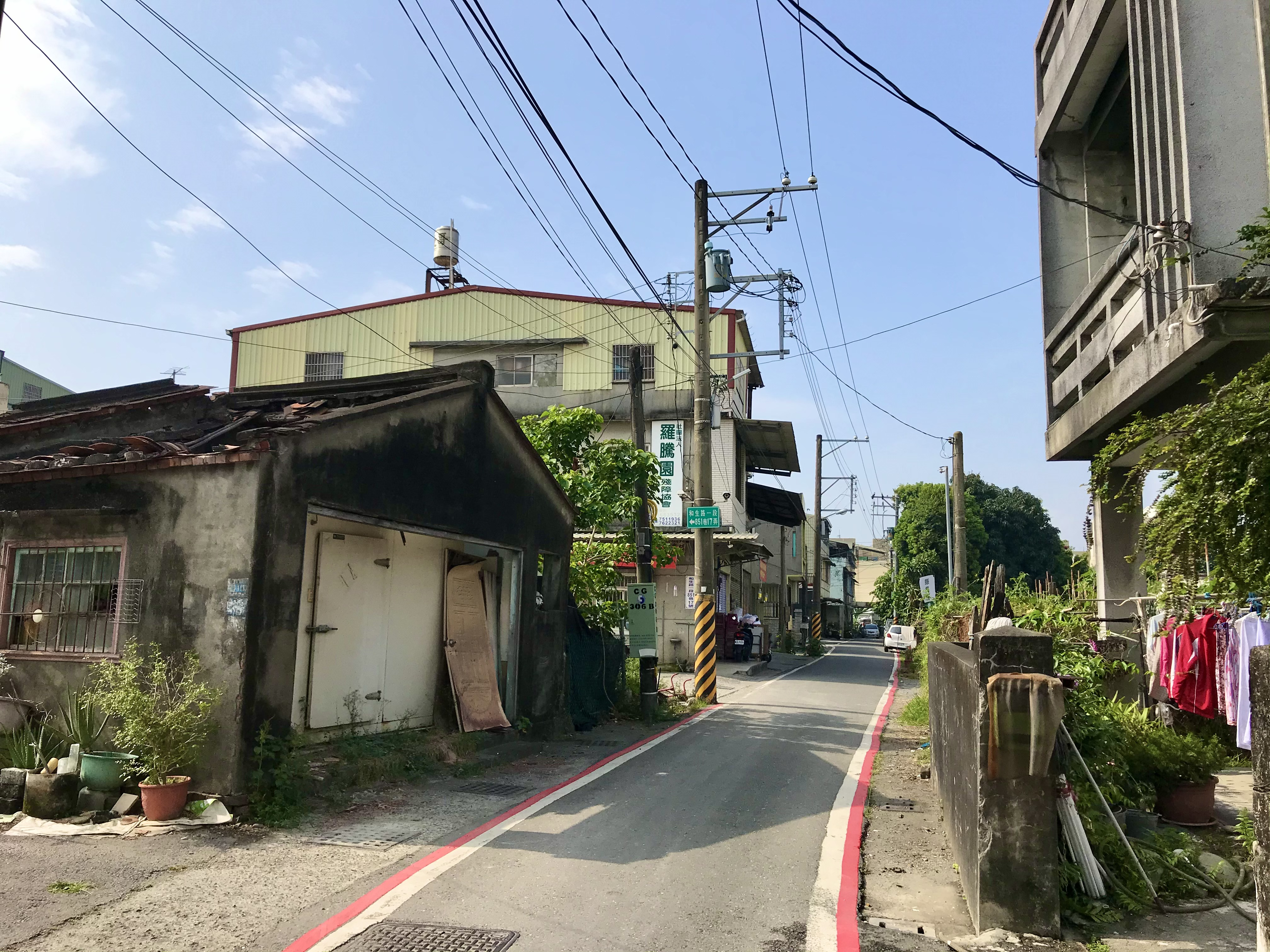
屏東市羅騰園

六十歲時，向許清和藉由教會牧師引薦，至監所擔任教誨師。因在監獄長達十六年的貢獻，而在2006年獲得志光獎。丈夫去世後，向許清和獨守故居，由教友陪伴，她第一位接生的張元旭也經常探望。當初因學費受惠於她的人，逢過年過節也會回屏東探望她。
2018年8月19日，已達九十六歲的向許清和無力再管理教會，結束屏東糖廠教會。教會關閉不久，向許清和便病倒，2019年4月27日下午逝世。